# Moltzow
Moltzow is een gemeente in de Duitse deelstaat Mecklenburg-Voor-Pommeren, en maakt deel uit van de Landkreis Mecklenburgische Seenplatte. Moltzow telt 886 inwoners.

## Geografie
De gemeente Moltzow in de Mecklenburgische Seenplatte ligt tussen de nabijgelegen Malchiner See en de Müritz en is onderdeel van het Naturpark Mecklenburgische Schweiz und Kummerower See. Het bos- en heuvelrijke gebied rijkt in het zuidoosten tot een hoogte van 127 m. boven Normalnull.
Tot Moltzow behoren de ortsteilen Marxhagen, Rambow en Schwinkendorf (met Langwitz, Lupendorf, Tressow en Ulrichshusen). Met ingang van 1 januari 2013 werd de tot dan toe zelfstandige gemeente Schwinkendorf door Moltzow geannexeerd.